# Хелена Сукова
Хелена Сукова (чеш. Helena Suková) је бивша чехословачка тенисерка. У својој каријери освојила је 14 гренд слем титула у паровима и 4 пута је била финалисткиња.
Долази из тениске породице. Њена мајка Вера је била финалисткиња Вимблдона 1962, а њен отац Цирил Сук II је био председник Чехословачког тениског савеза. Њен брат Цирил Сук III је такође професионални тенисер који је с њом освојио три гренд слем титуле у мешовитим паровима.
Професионално се почела бавити тенисом 1983. године. Њени најбољи пласмани су: 4. место у појединачној конкуренцији и 1. место у конкуренцији парова.
Сукова је два пута била финалисткиња Отвореног првенства Аустралије (1984. и 1989) и два пута Отвореног првенства САД (1986. и 1993). Највећи успех у појединачној конкуренцији била јој је победа над Мартином Навратиловом у полуфиналу Отвореног првенства Аустралије 1984. године.
У појединачној конкуренцији нема ниједну гренд слем титулу, али има 14 гренд слем титула у дублу: девет у конкуренцији женских парова (4 Вимблдона, 2 Ју-Ес опена, 2 Аустралија опена и 1 Ролан Гарос) и пет у конкуренцији мешовитих парова (3 Вимблдона, 1 Ју-Ес опен и 1 Роланд Гарос).
Освојила је и две сребрне олимпијске медаље у конкуренцији женских парова са партнерком Јаном Новотном: у Сеулу 1988. и у Атланти 1996. године.
Са чехословачком репрезентацијом освојила је Фед куп четири пута: 1983, 1984, 1985. и 1988. године.
Престала се бавити професионалним тенисом 1998. с укупно освојених 69 титула.